# Sarpsborg
Sarpsborg és un municipi situat al comtat d'Østfold, Noruega. Té 54.678 habitants (2016) i té una superfície de 406 km². El centre administratiu del municipi és el poble homònim.
Sarpsborg és part de la cinquena àrea urbana més gran a Noruega quan es combina amb la veïna Fredrikstad. L'1 de gener de 2016, segons la informació de l'Oficina Central d'Estadístiques de Noruega, aquests dos municipis tenen una població total de 132.351, amb 54.192 a Sarpsborg i 78.159 a Fredrikstad.
Les indústries Borregaard són, i sempre han estat, la indústria més important de la ciutat. La ciutat és també la llar de Borg Bryggerier, part de la Hansa Borg Bryggerier, que és la segona fàbrica de cervesa més gran de Noruega.

## Etimologia
En temps nòrdics la ciutat s'anomenava Borg ("castell"). L'origen d'aquest nom va ser la fortificació construïda per Olav Haraldsson. Més tard es va afegir el genitiu del nom de la cascada de Sarpr cascada. A partir del segle xiii la ciutat va començar a ser anomenada Sarpsborg.

## Història
Al municipi hi ha abundants vestigis de l'Edat de Pedra, entre els quals es troben restes d'habitatges. A prop del poble de Skjeberg hi ha sepulcres megalítics, dels pocs que s'han trobat a Noruega. També hi ha petròglifs relacionats amb l'agricultura procedents de l'Edat de Bronze.
Sarpsborg és una de les ciutats més antigues de Noruega. Va ser fundada amb el nom de Borg el 1016 pel rei Olaf el Sant. El rei va navegar sobre el riu Glomma, però la cascada Sarp ("Sarpsfossen") li va impedir continuar. Just riu avall de la cataracta es va aixecar la nova ciutat i el rei va establir una residència anomenada Borregaard. Borg va ser la seu d'una assemblea (ting) anomenada Borgarting, que tenia jurisdicció sobre la regió oriental del fiord d'Oslo. Els reis solien passar l'hivern a la ciutat però amb la construcció de la fortalesa d'Akershus a Oslo per Haakon V, la residència de Borregaard va passar a mans privades i Borg va deixar de ser residència reial.
El 1567, durant la Guerra Nòrdica dels Set Anys que va enfrontar a Dinamarca-Noruega contra Suècia, l'exèrcit suec va envair la regió i va incendiar Sarpsborg. Després de la destrucció de la ciutat, el rei Frederic II va decidir traslladar la ciutat 14 quilòmetres riu avall, a la desembocadura del Glomma, de manera que fos més fàcil la seva defensa contra un altre possible atac suec. Aquesta nova ciutat va canviar el seu nom a Fredrikstad el 1569. Una part dels pobladors de Sarpsborg es van quedar a viure en els voltants de la localitat original, a Gleng (actualment un barri al nord del centre de la ciutat). El 1702 un esllavissament de terra va destruir pràcticament tota resta de la ciutat vella, a excepció de les ruïnes de l'església de Sant Nicolau i part de les muralles.

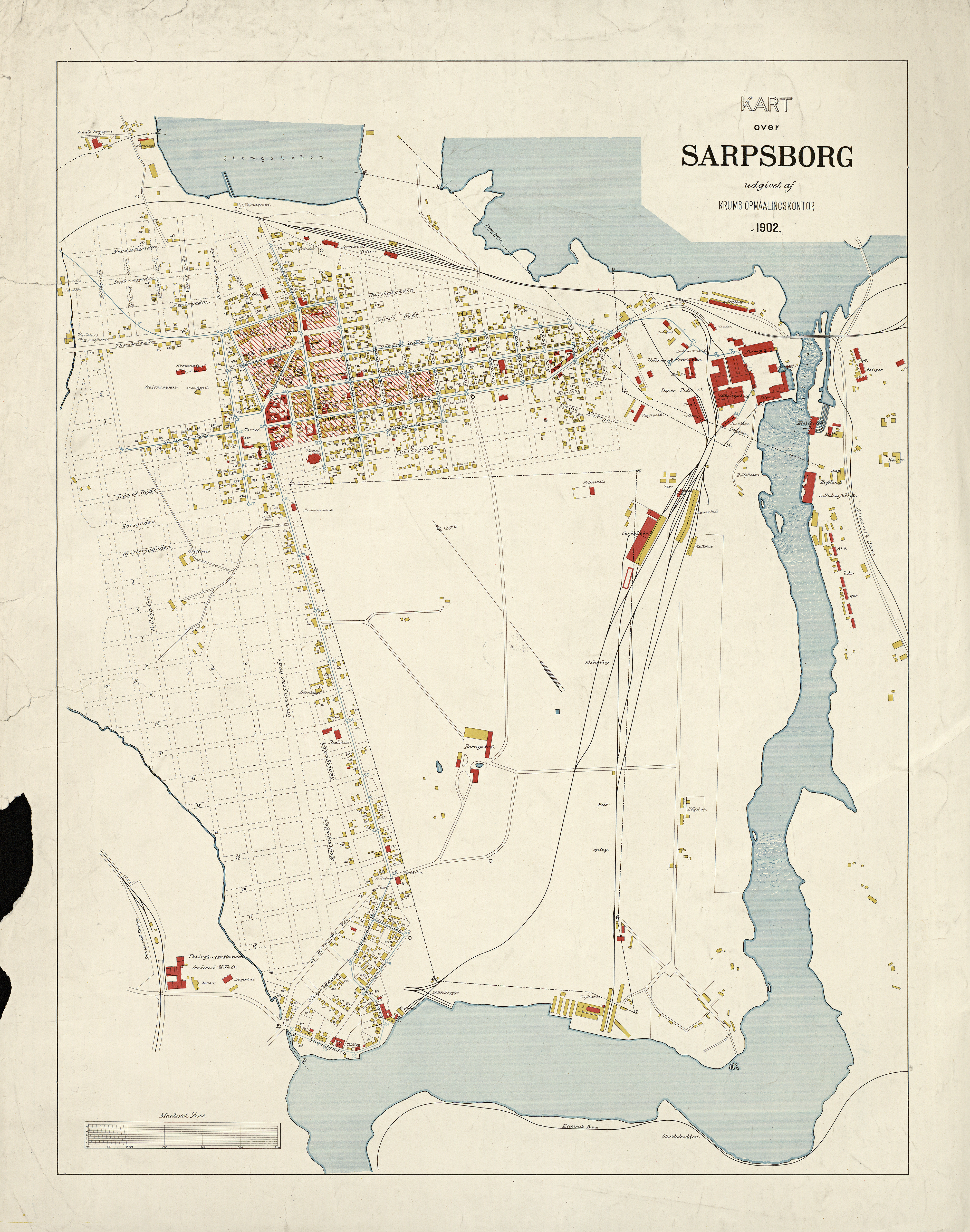
Mapa de Saprsborg del 1902.

El 1839 Sarpsborg va rebre novament el privilegi de ciutat, i va experimentar un ràpid creixement econòmic a causa de l'explotació de fusta, amb les serradores de Borregaaard i Haflsund situats a cada costat de la cataracta Sarp. La possibilitat de navegar pel Glomma fins a Sarpsborg va fer que la ciutat no depengués del port de Fredrikstad. El 1845 Sarpsborg comptava amb el segon port fuster més gran de Noruega, però a la llarga no va poder competir amb les serradores de Fredrikstad, que usaven màquines de vapor.

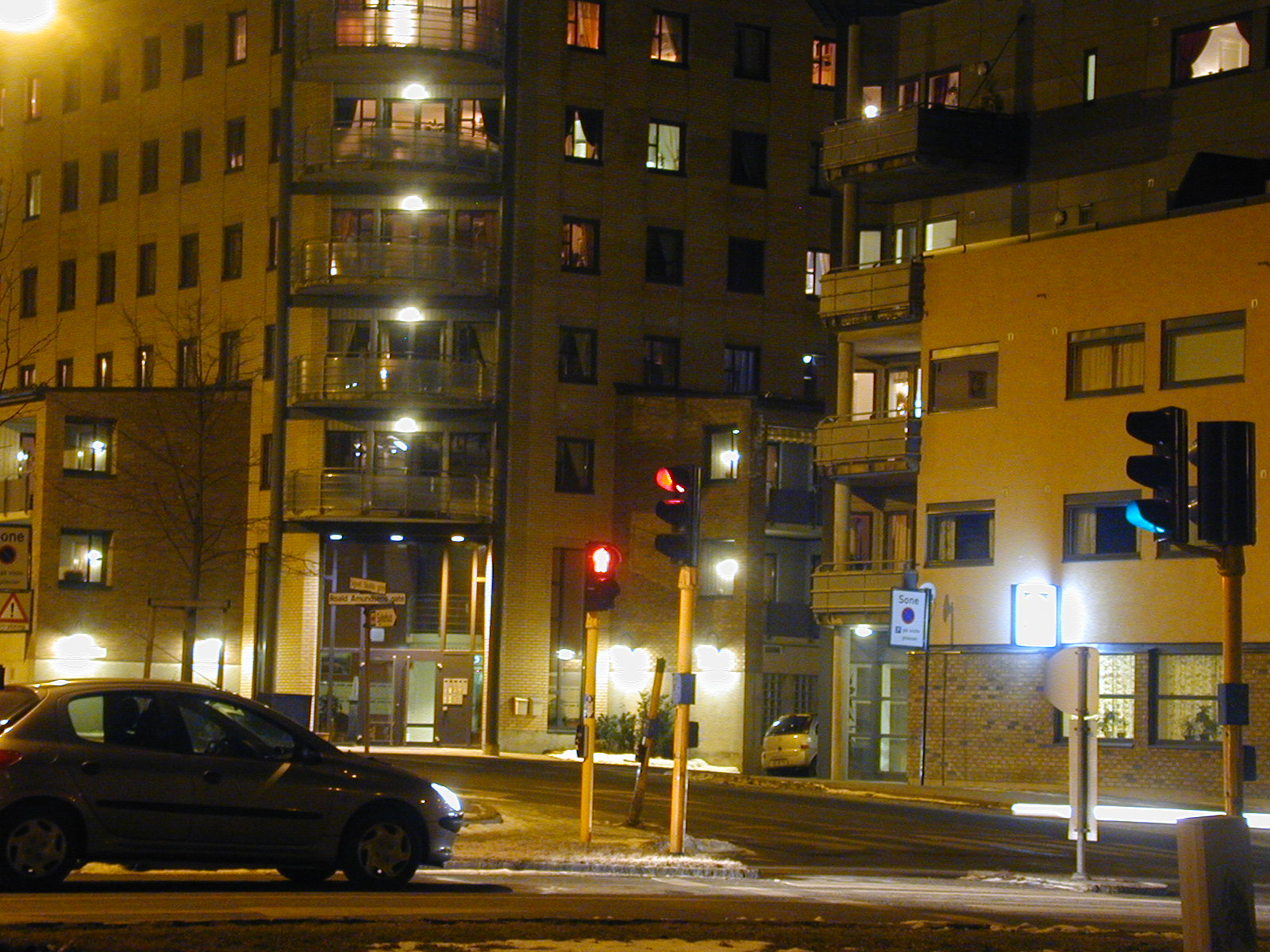
Carrer de Roald Amundsens.

En la dècada del 1890 l'empresa Borregaard va virar cap a la indústria de la cel·lulosa i el paper, donant-li un nou impuls a la ciutat. La població va augmentar de 7000 el 1890 a 18 000 el 1910. El 1909 Borregaard era l'empresa industrial més gran de Noruega amb 2000 empleats. La indústria es va diversificar, i van aparèixer importants empreses d'envasos, navalles i estufes, però Borregaard va continuar sent el principal motor de l'economia. Fins als anys 1970 aquesta empresa era un dels grups industrials noruecs més grans i la seva planta de Sarpsborg una de les més grans instal·lacions industrials del país.
El 1992 el municipi de Sarpsborg va ser engrandit significativament amb la fusió dels municipis de Tune, Varteig i Skjeberg.

### Escut d'armes
L'escut d'armes és modern. Se'ls hi va concedir el 13 de novembre de 1991. Es basa en un escut d'armes del 1556. Es mostra un os sobre un castell. L'os es va introduir ja en algun moment en el segle xiii, pel comte de Sarpsborg (Comes de Saresburgh), Alv Erlingsson. Va utilitzar l'os com a símbol de la seva força. El castell simbolitza la fortalesa (Borg) que un cop va donar a la ciutat el seu nom original.

## Esports
En la dècada del 1960, Sarpsborg era famós pel seu equip de futbol (soccer), Sarpsborg FK, però ara és més conegut pel seu equip d'hoquei sobre gel, Sparta Guerrers.

## Fills il·lustres
- Roald Amundsen, explorador, primera persona a arribar al Pol Sud.
- Åge Sten Nilsen, artista, cantant i compositor.

## Ciutats agermanades
Sarpsborg manté una relació d'agermanament amb les següents localitats:
| - Betlem, Estat de Palestina - - Berwick-upon-Tweed, Northumberland, Regne Unit - - Södertälje, Comtat d'Estocolm, Suècia | - - Grand Forks, Dakota del Nord, Estats Units - - Struer, Midtjylland, Dinamarca - - Forssa, Tavastia Proper, Finlàndia |